# Canton de Créteil-1
Le canton de Créteil-1 est une circonscription électorale française située dans le département du Val-de-Marne et la région Île-de-France.

## Histoire

### Période 1893-1925
Canton de Saint-Maur.
Canton créé par la loi du 14 avril 1893.
| Période | Période      | Identité                  | Étiquette   | Qualité |
| ------- | ------------ | ------------------------- | ----------- | --- |
| 1893    | 1900         | Léon Piettre              | Rad.        | Médecin Sénateur (1900-1909) Maire de Saint-Maur-des-Fossés (1876-1888) Président du Conseil général (1899-1900) |
| 1900    | 1909 (décès) | Auguste Gross (1835-1909) | Républicain | Fondateur d'une fabrique de bijoux Maire de Bonneuil-sur-Marne (1880-1887)                                       |
| 1909    | 1925         | Auguste Marin (1857-1941) | Rad.        | Propriétaire Maire de Saint-Maur-des-Fossés (1908-1941) Président du Conseil Général (1921-1922)                 |

### Période 1925-1945
2ème circonscription du Canton de Saint-Maur.
| Période                     | Période                         | Identité                           | Étiquette                  | Qualité                                                                                       |
| --------------------------- | ------------------------------- | ---------------------------------- | -------------------------- | --------------------------------------------------------------------------------------------- |
| 1925                        | 1929                            | Henri Naudin                       | RG                         | Négociant en vins, distillateur Premier adjoint au maire de Saint-Maur-des-Fossés (1919-1944) |
| 1929                        | 1933 (décès)                    | Paul Avet (1866-1933)              | Rad.                       | Caissier central Maire de Créteil (1919-1932)                                                 |
| 1933                        | 1935                            | Louis Prieur (1878-1969)           | Concentration républicaine | Agriculteur Maire de Créteil (1932-1935)                                                      |
| 1935                        | 1940 (déchu le 23 février 1940) | André Puech, dit André Parsal      | PCF                        | Ouvrier agricole puis responsable d'un garage à Créteil Député (1936-1940)                    |
| 1941 (nommé par décret)     | 1944 (démission)                | Paul Dubois (1876-?)               |                            | Ingénieur                                                                                     |
| 1944 (nommé par décret)     | 1944                            | Joseph Antoine Vincent (1884-1962) |                            | Industriel - Maire de Créteil (1942-1944)                                                     |
| 1945 Décret du 12 mars 1945 | 1945                            | Robert Deloche                     | PCF                        | Ouvrier fourreur puis permanent communiste Maire de Joinville-le-Pont (1945-1953)             |

### Période 1945-1953
Créteil faisait partie du secteur de Sceaux-Est.

### Période 1953-1959
Créteil faisait partie du 1er secteur de la Seine.

### Période 1959-1967
Créteil formait le 42e secteurde la Seine, avec Bonneuil-sur-Marne et une partie de Saint-Maur.
| Période                                                       | Période | Identité       | Étiquette | Qualité                                           |
| ------------------------------------------------------------- | ------- | -------------- | --------- | ------------------------------------------------- |
| 1959 42e secteur Saint-Maur-partie-Bonneuil-sur-Marne-Créteil | 1967    | Charles Julien | MRP       | Pharmacien Maire-adjoint de Saint-Maur-des-Fossés |

### Période 1967-1976
Création du Canton de Créteil.
| Période | Période | Identité    | Étiquette | Qualité                                                 |
| ------- | ------- | ----------- | --------- | ------------------------------------------------------- |
| 1967    | 1976    | René Renaud | UDR       | Premier maire-adjoint au Maire de Créteil (1970 → 1976) |

### Depuis 2015
Un nouveau découpage territorial du Val-de-Marne entre en vigueur à l'occasion des premières élections départementales suivant le décret du 17 février 2014. Les conseillers départementaux sont, à compter de ces élections, élus au scrutin majoritaire binominal mixte. Les électeurs de chaque canton élisent au Conseil départemental, nouvelle appellation du Conseil général, deux membres de sexe différent, qui se présentent en binôme de candidats. Les conseillers départementaux sont élus pour 6 ans au scrutin binominal majoritaire à deux tours, l'accès au second tour nécessitant 12,5 % des inscrits au 1er tour. En outre la totalité des conseillers départementaux est renouvelée. Ce nouveau mode de scrutin nécessite un redécoupage des cantons dont le nombre est divisé par deux avec arrondi à l'unité impaire supérieure si ce nombre n'est pas entier impair, assorti de conditions de seuils minimaux. Dans le Val-de-Marne, le nombre de cantons passe ainsi de 49 à 25.
Le canton de Créteil-1 est créé par ce décret. Il est formé d'une fraction de la commune de Créteil. Il est entièrement inclus dans l'arrondissement de Créteil. Le bureau centralisateur est situé à Créteil.

## Représentation
| Période élective | Période élective | Mandat | Mandat   | Identité          | Nuance | Nuance | Qualité |
| ---------------- | ---------------- | ------ | -------- | ----------------- | ------ | ------ | --- |
| 2015             | 2021             | 2015   | 2021     | Abraham Johnson   |        | PS     | Avocat Ancien maire-adjoint de Créteil Conseiller général de Créteil-Ouest (2011 → 2015) Président du groupe Socialiste au Conseil départemental (2015 → 2016) 2ème vice-président du Conseil départemental |
| 2015             | 2021             | 2015   | 2021     | Josette Sol       |        | PS     | Ancienne cadre en Ressources Humaines à la Poste Maire-adjointe de Créteil Conseillère générale de Créteil-Sud (2011 → 2015)                                                                                |
| 2021             | 2028             | 2021   | en cours | Antoine Pelissolo |        | PS     | Psychiatre au CHU Henri-Mondor Premier adjoint au Maire de Créteil Secrétaire national adjoint du PS |
| 2021             | 2028             | 2021   | en cours | Josette Sol       |        | PS     | Adjointe au maire de Créteil |

### Résultats détaillés

#### Élections de mars 2015
Les binômes de candidats lors des élections départementales de 2015 étaient : 
- Tatjana Tesanovic (PCF) et Mededi Henri (PCF) ;
- Josette Sol (PS, sortante) et Abraham Johnson (PS, sortant) ;
- Catherine de Luca (EELV) et Frédéric Houel (EELV) ;
- Sylvie Smaniotto (UDI) et Sylvain Thézard (UMP) ;
- Gaëtan Marzo (FN) et Maryse Auger (FN)[8].

À l'issue du 1er tour, deux binômes sont en ballottage : Abraham Johnson et Josette Sol (Union de la Gauche, 34,81 %) et Sylvie Smaniotto Gruska et Sylvain Thezard (Union de la Droite, 24,05 %). Le taux de participation est de 40,79 % (9 631 votants sur 23 614 inscrits) contre 44,44 % au niveau départemental et 50,17 % au niveau national.
Au second tour, Abraham Johnson et Josette Sol (Union de la Gauche) sont élus avec 57,4 % des suffrages exprimés et un taux de participation de 38,5 % (4 832 voix pour 9 091 votants et 23 614 inscrits).

#### Élections de juin 2021
Le premier tour des élections départementales de 2021 est marqué par un très faible taux de participation (33,26 % au niveau national). Dans le canton de Créteil-1, ce taux de participation est de 23,95 % (5 252 votants sur 21 930 inscrits) contre 29,98 % au niveau départemental. À l'issue de ce premier tour, deux binômes sont en ballottage : Antoine Pelissolo et Josette Sol (PS, 31,79 %) et Aurore Moutomé et Sylvain Thezard (DVC, 22,55 %).
Le second tour des élections est marqué une nouvelle fois par une abstention massive équivalente au premier tour. Les taux de participation sont de 34,36 % au niveau national, 32,99 % dans le département et 27,25 % dans le canton de Créteil-1. Antoine Pelissolo et Josette Sol (PS) sont élus avec 58,53 % des suffrages exprimés (3 265 voix pour 5 982 votants et 21 954 inscrits),,.

## Composition
Les deux cantons de Créteil-1 et de Créteil-2 procèdent d'un redécoupage des trois anciens cantons, Créteil-Nord, Créteil-Ouest et Créteil-Sud créés en 1984.
| Nom                             | Code Insee | Intercommunalité         | Superficie (km2) | Population (dernière pop. légale)                | Densité (hab./km2) | Modifier                                    |
| ------------------------------- | ---------- | ------------------------ | ---------------- | ------------------------------------------------ | ------------------ | ------------------------------------------- |
| Créteil (bureau centralisateur) | 94028      | Métropole du Grand Paris | 11,46            | Fraction : 47 428 (2022) Commune : 92 859 (2022) | 8 103              | modifier les données · modifier les données |
| Canton de Créteil-1             | 9407       |                          |                  | 47 428 (2022)                                    |                    | modifier les données                        |

Le canton de Créteil-1 comprend la partie de la commune de Créteil située à l'ouest d'une ligne définie par l'axe des voies et limites suivantes : depuis la limite territoriale de la commune de Maisons-Alfort, rue Chéret, rue des Galets, rue des Moëllons, rue des Bleuets, rue Henri-Koch, rue Charles-Beuvin, rue du Castel, avenue Laferrière, avenue du Maréchal-de-Lattre-de-Tassigny, rue de Paris, rue des Mèches, rue de Mesly, avenue du Chemin-de-Mesly, avenue du Général-de-Gaulle route départementale D 1, chemin des Bassins, jusqu'à la limite territoriale de la commune de Valenton.

## Démographie
En 2022, le canton comptait 47 428 habitants, en évolution de +6,84 % par rapport à 2016 (Val-de-Marne : +3 %, France hors Mayotte : +2,11 %).
| 2013   | 2018   | 2022   |
| ------ | ------ | ------ |
| 44 885 | 46 324 | 47 428 |